# أمير إبراهيم زاده
أمير إبراهيم زاده (بالفارسية: امیر ابراهیم‌زاده)؛ (مواليد 31 يناير 2004) هو مهاجم كرة قدم إيراني يلعب مع نادي تراكتور سازي في دوري المحترفين الإيراني.

## روابط خارجية
- أمير إبراهيم زاده على موقع قاعدة بيانات كرة القدم.إي يو (الإنجليزية)